# Eucyclops neocaledoniensis
Eucyclops neocaledoniensis – gatunek widłonoga z rodziny Cyclopidae, nazwa naukowa gatunku została po raz pierwszy opublikowana w 1984 roku przez francuskiego zoologa-limnologa Bernarda Henriego Dussarta.